# Egisto Marcucci
Egisto Marcucci (Firenze, 25 dicembre 1932 – Milano, 18 gennaio 2016) è stato un attore e regista italiano.

## Biografia
Dopo essersi diplomato nel 1961 alla Civica scuola del Piccolo Teatro di Milano, le prime esperienze come attore sono state con lo stesso Piccolo. Dal 1963 al 1967 è stato scritturato a Trieste dal locale Teatro Stabile.
Tra le sue prime interpretazioni si ricorda l'Egmont di Goethe con la regia di Luchino Visconti per il Maggio Musicale Fiorentino del 1967.
Nel 1969, con Roberto Guicciardini e altri ha fondato il Gruppo della Rocca, con il quale nel 1972 è passato alla regia con Sogno di una notte di mezza estate di Shakespeare.
Dal 1978 al 1981 ha insegnato alla scuola di recitazione del Teatro Stabile di Genova, con l'intenzione di coinvolgere gli allievi negli spettacoli dello Stabile, come è stato con la messa in scena de La donna serpente di Carlo Gozzi, scene e costumi di Emanuele Luzzati (1979), e che in quattro anni di rappresentazioni in Italia e all'estero ha totalizzato almeno 192 repliche.
Nel periodo 1983-1985 è stato direttore artistico dell'Ater-Ert (Associazione dei teatri dell'Emilia-Romagna).
A partire dal 1985 ha collaborato con "Teatro Gioco Vita", compagnia piacentina attiva nel teatro d'ombre, e a partire dal 1989 ha collaborato con la cooperativa del Teatro della Tosse di Genova.
Nel 1995, con Marcello Bartoli e Dario Cantarelli ha costituito la compagnia "I Fratellini".
Rimasto fermo alcuni anni a causa di una malattia, nel 2007 è tornato alla regia con Mein Kampf di George Tabori per la compagnia I Fratellini, e nel 2008 con Il giuoco delle parti di Luigi Pirandello per il Teatro Stabile di Calabria.
Fra le sue regie più significative si ricordano: Il mandato (1976) e Il suicida (1978) di Nikolaj Ėrdman; La donna serpente di Carlo Gozzi (1979 e 1995); Il vampiro di San Pietroburgo di Suchovo-Kobylin (1984); La lezione di Ionesco (1986 e 1996); La coscienza di Zeno di Tullio Kezich da Italo Svevo e Il silenzio delle sirene di Giorgio Albertazzi e Del Corno (1987); La marchesa di O... dalla novella di Heinrich von Kleist (1990); La famiglia Mastinu di Alberto Savinio (1990); Stadelmann di Claudio Magris e Il suo nome di Alberto Savinio (1991); Dyskolos di Menandro (1995); Le sedie (1997) di Ionesco; Una burla riuscita da Italo Svevo (1998).
Ha curato anche la regia di opere liriche, tra cui: L'italiana in Algeri (1981) e Il turco in Italia (1982) di Gioachino Rossini.

## Teatro

### Attore
- La congiura, di Giorgio Prosperi, regia di Luigi Squarzina, Piccolo Teatro di Milano (1960)
- L'egoista, di Carlo Bertolazzi, regia di Giorgio Strehler, Piccolo Teatro di Milano (1960)
- Il re dagli occhi di conchiglia, di Luigi Sarzano, regia di Ruggero Jacobbi, Piccolo Teatro di Milano (1962)
- Un uomo è un uomo, di Bertolt Brecht, regia di Fulvio Tolusso, Teatro Stabile della Città di Trieste (1963)
- La storia di Vasco, di Georges Schehadé, regia di Aldo Trionfo, Teatro Stabile della Città di Trieste (1963)
- Sogno di una notte di mezza estate, musica di Felix Mendelssohn, regia di Beppe Menegatti, Teatro Stabile di Firenze (1963)
- Gl'ingannati, di anonimo del XVI secolo, regia di Fulvio Tolusso, Teatro Stabile della Città di Trieste (1963)
- La breccia, di Dante Guardamagna e Marisì Codecasa, regia di Ruggero Jacobbi, Teatro Stabile della Città di Trieste (1963)
- Le donne al parlamento, di Aristofane, regia di Fulvio Tolusso, Teatro Stabile della Città di Trieste (1964)
- Antigone di Sofocle, di Bertolt Brecht, regia di Fulvio Tolusso, Teatro Stabile della Città di Trieste (1964)
- Dialoghi con Leucò, da Cesare Pavese, regia di Aldo Trionfo, Teatro Stabile della Città di Trieste (1964)
- Elettra, di Sofocle, regia di Fulvio Tolusso, Teatro Stabile della Città di Trieste (1964)
- Il teatro comico, di Carlo Goldoni, regia di Eriprando Visconti, Teatro Stabile della Città di Trieste (1964)
- Come vi piace, di Luigi Pirandello, regia di Eriprando Visconti, Teatro Stabile della Città di Trieste (1964)
- Romagnola, di Luigi Squarzina, regia di Eriprando Visconti, Teatro Stabile della Città di Trieste (1965)
- Motivo di scandalo, di John Osborne, regia di Lamberto Puggelli, Festival dei Due Mondi di Spoleto (1965)
- Prometeo incatenato, di Eschilo, regia di Aldo Trionfo, Teatro Stabile della Città di Trieste (1965)
- Motivo di scandalo e di riflessione, di John Osborne, regia di Raffaele Maiello, Teatro Stabile della Città di Trieste (1966)
- Otello, di William Shakespeare, regia di Beppe Menegatti, Teatro Stabile del Friuli-Venezia Giulia (1966)
- Il martirio di Lorenzo, di David Maria Turoldo, regia di Giuseppe Maffioli, Teatro Stabile del Friuli-Venezia Giulia (1966)
- Aulularia, di Plauto, regia di Ugo Amodeo, Teatro Stabile del Friuli-Venezia Giulia (1966)
- Macbeth, di William Shakespeare, regia di Tino Buazzelli, Teatro Stabile del Friuli-Venezia Giulia (1966)
- La danza del sergente Musgrave, di John Arden, regia di Luciano Damiani, Teatro Stabile del Friuli-Venezia Giulia (1967)
- I giusti, di Albert Camus, regia di Giuseppe Maffioli, Teatro Stabile del Friuli-Venezia Giulia (1967)
- Egmont, di Johann Wolfgang von Goethe, regia di Luchino Visconti, Maggio Musicale Fiorentino (1967)
- Morte di un commesso viaggiatore, di Arthur Miller, regia di Edmo Fenoglio, Compagnia Buazzelli-Maltagliati (1967)
- Il barone di Birbanza, di Carlo Maria Maggi, regia di Fulvio Tolusso, Piccolo Teatro di Milano (1968)
- Edipo re, di Sofocle, regia di Virginio Puecher, Auditorium Rai di Napoli (1968)
- Vita immaginaria dello spazzino Augusto G., di Armand Gatti, regia di Virginio Puecher, Piccolo Teatro di Milano (1969)
- Il crack, di Roberto Roversi, regia di Aldo Trionfo, Piccolo Teatro di Milano (1969)
- Le nozze piccolo-borghesi, di Bertolt Brecht, regia di Roberto Guicciardini, Festival dei Due Mondi di Spoleto (1969)
- Clizia, di Nicolò Machiavelli, regia di Roberto Guicciardini, Gruppo della Rocca (1970)
- Uomo massa, di Ernst Toller, regia di Roberto Guicciardini, Comunità teatrale Emilia-Romagna (1970)
- Le farse, di Bertold Brecht, regia di Roberto Guicciardini, Gruppo della Rocca (1970)
- Perelà uomo di fumo, da Aldo Palazzeschi, regia di Roberto Guicciardini, Gruppo della Rocca (1971)
- Viaggio controverso di Candido e altri negli arcipelaghi della Ragione, da Voltaire, regia di Roberto Guicciardini, Gruppo della Rocca (1971)
- Antigone di Sofocle, di Bertolt Brecht, regia di Roberto Guicciardini, Gruppo della Rocca (1972)
- Re Cervo, musica di Hans Werner Henze, regia di Roberto Guicciardini (1976)

### Regista teatrale
- Sogno di una notte di mezza estate, di William Shakespeare, Gruppo della Rocca (1972)
- Schweyk nella seconda guerra mondiale, di Bertold Brecht, Gruppo della Rocca (1973)
- Detto Barbadirame, noto sovversivo, si è reso e si mantiene tuttora latitante, di Antonio Attisani e Alvaro Piccardi, Gruppo della Rocca (1975)
- 23 svenimenti, di Anton Čechov, Gruppo della Rocca (1975)
- Il mandato, di Nikolaj Ėrdman, Gruppo della Rocca (1976)
- Vita e meravigliose avventure di Lazzarino da Tormes, apocrifo di Giorgio Celli, Gruppo della Rocca (1977)
- Dal matrimonio al divorzio, di Georges Feydeau, Compagnia Il Centro (1977)
- Ballata e morte di Pulcinella, capitano del popolo, di Italo Dall'Orto, Gruppo della Rocca (1977)
- Il suicida, di Nikolaj Ėrdman, Gruppo della Rocca (1978)
- La donna serpente, di Carlo Gozzi, Teatro Stabile di Genova (1979)
- Turcaret, di Alain-René Lesage, Teatro Stabile di Genova (1979)
- Macbeth, di William Shakespeare, Teatro Capranica di Roma (1980)
- Re Nicolò, di Frank Wedekind, Teatro Stabile di Genova (1981)
- Emma B. vedova Giocasta, di Alberto Savinio, Compagnia Valeria Moriconi (1981)
- Il signor Puntila e il suo servo Matti, di Bertolt Brecht, Compagnia Glauco Mauri (1981)
- Il rinoceronte, di Eugène Ionesco, Gruppo della Rocca (1982)
- Il cavaliere della rosa, di Hugo von Hofmannsthal, Emilia Romagna Teatro (1983)
- Vangeli apocrifi, di Marcelli Craveri, Teatro di Roma (1984)
- Il vampiro di San Pietroburgo, di Alexander Suchovo-Kobylin, Emilia Romagna Teatro (1984)
- Il Castello della Perseveranza, di anonimo inglese del XV secolo, Teatro Gioco Vita (1985)
- Una burla riuscita, riduzione di Tullio Kezich, Emilia Romagna Teatro (1985)
- Il gioco delle parti, di Luigi Pirandello, Teatro Manzoni di Milano (1986)
- La boîte à joujoux, balletto per bambini di Claude Debussy, Teatro Gioco Vita (1986)
- La lezione, di Eugène Ionesco, Festival dei Due Mondi di Spoleto (1986)
- Filumena Marturano, di Eduardo De Filippo, Teatro e Società (1986)
- Il silenzio delle sirene, di Giorgio Albertazzi e Dario Del Corno, Consorzio Cooperativo Pugliese (1987)
- La coscienza di Zeno, riduzione di Tullio Kezich, Compagnia Giulio Bosetti (1987)
- Dialoghi con Leucò, riduzione di Aldo Trionfo, co-regia di Tonino Conte e Nicholas Brandon, Teatro della Tosse di Genova (1989)
- La marchesa di O..., riduzione di Renzo Rosso, Veneto Teatro (1990)
- La familia Mastinu, di Alberto Savinio, Teatro della Tosse di Genova (1990)
- Stadelmann, di Claudio Magris, Teatro Stabile del Friuli-Venezia Giulia (1991)
- Orlando furioso, drammaturgia di Dario Del Corno, Teatro Gioco Vita (1991)
- La nostra anima, di Alberto Savinio, Festival dei Due Mondi di Spoleto (1991)
- Il suo nome, di Alberto Savinio, Teatro della Tosse di Genova (1991)
- Don Sand Don Juan, di Enrico Groppali, Expo 1992 Siviglia (1992)
- Interrogatorio della contessa Maria, di Aldo Palazzeschi, Teatro e Società (1993)
- Acarnesi, di Aristofane, Teatro Greco di Siracusa (1994)
- Dyskolos, di Menandro, Teatro di Segesta (1995)
- Le sedie, di Eugène Ionesco, I Fratellini (1995)
- La donna nell'armadio, di Ennio Flaiano, Teatro Stabile d'Abruzzo (1997)
- Miles gloriosus, di Plauto, Villa Campolieto di Ercolano (1997)
- Celine, di Claudio Magris, Mittelfest (1997)
- La dodicesima notte o quel che volete, di William Shakespeare, Teatro Stabile Veneto (1998)
- Una burla riuscita, riduzione di Tullio Kezich, I Fratellini (1998)
- Mein Kampf, di George Tabori, I Fratellini (2007)
- Il giuoco delle parti, di Luigi Pirandello, co-regia di Elisabetta Courir, Teatro Stabile di Calabria (2008)

### Regista lirico
- Salomè, musica di Richard Strauss, direttore Eliahu Inbal, Teatro Margherita di Genova (1980)
- L'italiana in Algeri, musica di Gioachino Rossini, direttore Donato Renzetti, Rossini Opera Festival (1981)
- Il turco in Italia, musica di Gioachino Rossini, direttore Donato Renzetti, Rossini Opera Festival (1983)
- Armida, musica di Gioachino Rossini, direttore Gabriele Ferro (1985)
- Danza, musica di Christoph Willibald Gluck, direttore Tito Gotti, Chiesa di San Giorgio in Poggiale di Bologna (1987)
- L'incoronazione di Poppea, musica di Claudio Monteverdi, direttore Alberto Zedda, Festival della Valle d'Itria (1988)
- Le nozze di Figaro, di Wolfgang Amadeus Mozart, direttore Gustav Kuhn, Teatro Regio di Torino (1989)
- Giulio Cesare, musica di Georg Friedrich Händel, direttore Marcello Panni, Festival della Valle d'Itria (1989)
- Il bravo, musica di Saverio Mercadante, direttore Bruno Aprea, Festival della Valle d'Itria (1990)
- Zaira, musica di Vincenzo Bellini, direttore Paolo Olmi, Teatro Massimo di Catania (1990)
- Farnace, musica di Antonio Vivaldi, direttore Massimiliano Carraro, Festival della Valle d'Itria (1991)
- Il barbiere di Siviglia, musica di Gioachino Rossini, direttore Evelino Pidò, Teatro Carlo Felice di Genova (1992)
- Sadko, di Nikolaj Andreevič Rimskij-Korsakov, PalaFenice di Venezia (2000)

## Televisione

### Attore
- I promessi sposi, regia di Sandro Bolchi, sesta puntata (1967)
- Alfredino, regia di Fulvio Tolusso, originale televisivo, 29 dicembre 1967.
- Il bracconiere, regia di Eriprando Visconti, 30 agosto 1968.
- Il barone dei diamanti, regia di Lyda C. Ripandelli, 28 ottobre 1968.
- La freccia nera, regia di Anton Giulio Majano, prima puntata (1968)
- Un vuooto di tre ore, regia di Gianfranco Bettetini, 14 settembre 1969.
- Il negro bianco, regia di Carla Ragionieri, 20 agosto 1970.
- La misura del rischio, regia di Lyda C. Ripandelli, 22 ottobre 1970.
- Canossa, regia di Silverio Blasi, originale televisivo, seconda puntata (1974)

## Radio

### Attore
- La congiura, di Giorgio Prosperi, regia di Luigi Squarzina, trasmesso il 5 luglio 1960.
- L'egoista, di Carlo Bertolazzi, regia di Giorgio Strehler, 1º febbraio 1961.
- Uomini e no, di Raffaele Crovi ed Enrico Vaime, regia di Giorgio Bandini, 23 aprile 1965.
- Come una grande famiglia, di Luciano Bianciardi ed Enrico Vaime, regia di Filippo Crivelli, 18 gennaio 1966.
- Il ponte di Queensboro, riduzione e regia di Giorgio Pressburger, 2 dicembre 1969.
- Perelà uomo di fumo, radiocomposizione di Roberto Guicciardini, regia di Roberto Guicciardini, 4 ottobre 1971.
- Uomo massa, di Ernst Toller, regia di Roberto Guicciardini, 11 marzo 1972.
- Edipo re, di Sofocle, regia di Virginio Puecher, 20 dicembre 1975.